# Hohenstadt (Abtsgmünd)
Hohenstadt ist ein Ortsteil der Gemeinde Abtsgmünd im Ostalbkreis im östlichen Baden-Württemberg.

## Geographie

### Geographische Lage

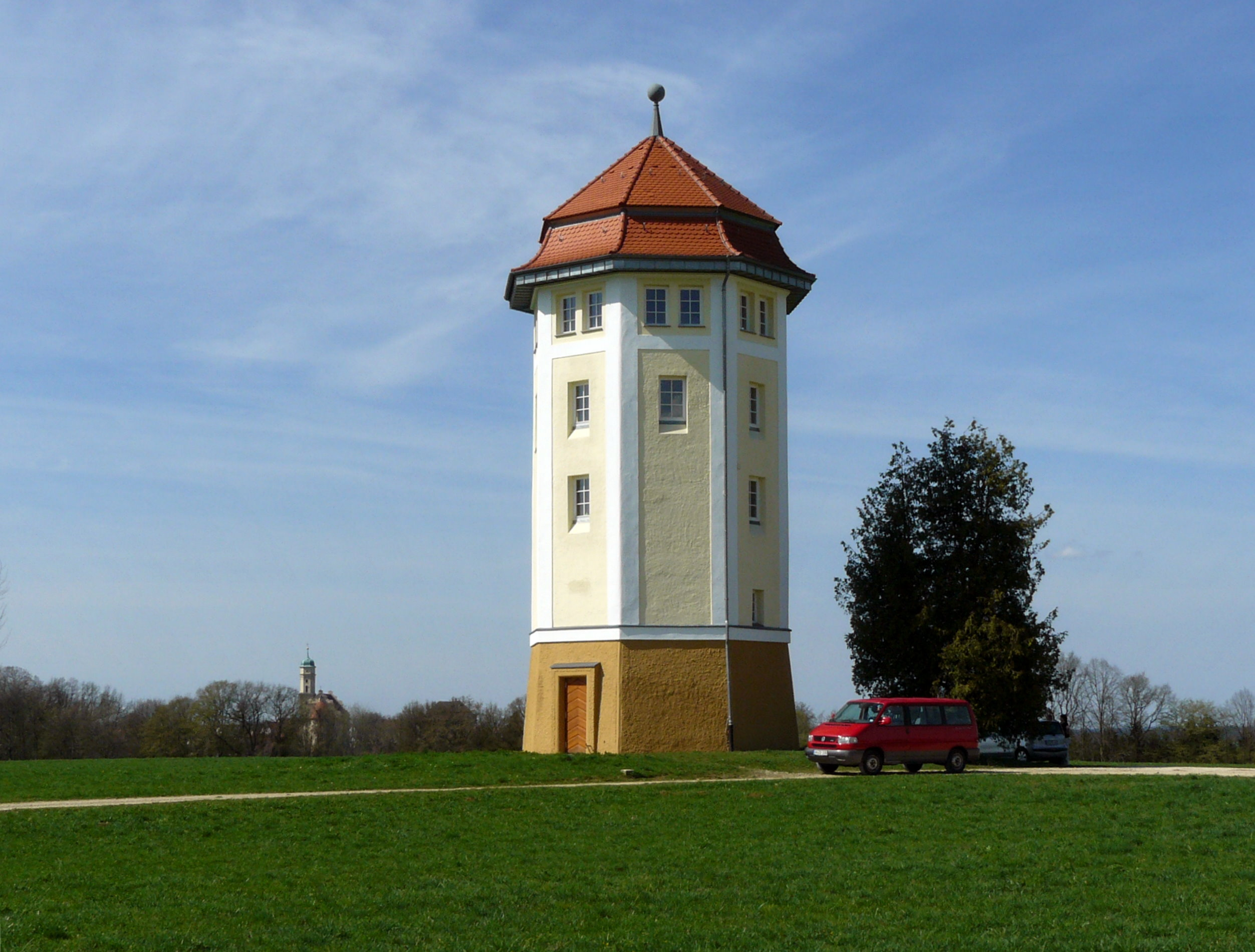
Wasserturm bei Hohenstadt, errichtet 1918

Das Dorf Hohenstadt liegt links über dem Kochertal am Ostrand eines Nordausläufers der Frickenhofer Höhe, etwa 5 km westlich von Abtsgmünd und etwa 4 km südöstlich von Untergröningen. Die zugehörigen kleineren, bis auf Reichertshofen im Kochertal und Börrat am Südrand des nördlichen Zweigs der Frickenhofer Höhe sogar sehr viel kleineren Siedlungsplätze liegen größtenteils im Kochertal und an seinen Hängen, wenige noch weiter nördlich in einer Rodungsinsel am unteren Anstieg zur Frickenhofer Höhe, das fernste Rötenbach nordwestlich im Tal des rechten Kocher-Zuflusses Rötenbach.

### Landschaftsbild
Auf der flachen Hochebene um das Dorf Hohenstadt dominiert die Landwirtschaft mit Äckern und Wiesen. An den steilen Abhängen hinunter ins Kochertal und zu den südlichen Lein-Zuflüssen steht Wald. In den flacheren Teilen des Kochertals ist die Landschaft wieder offen, während die nördlichen Gemarkungsteile jenseits des Kochers im Norden zum größten Teil von Hangwald bedeckt sind.

### Gliederung
Zu Hohenstadt gehören das Dorf Hohenstadt, die Weiler Börrat, Butzenberg, Christhäuser, Kocherhof, Köhrhof, Maisenhäuser, Reichertshofen, Rötenbach, Schafhäuser und Steinreute und die Höfe Bernhardshof, Brastelhof, Fischhaus, Frauenhof und Sandhof.

## Geschichte

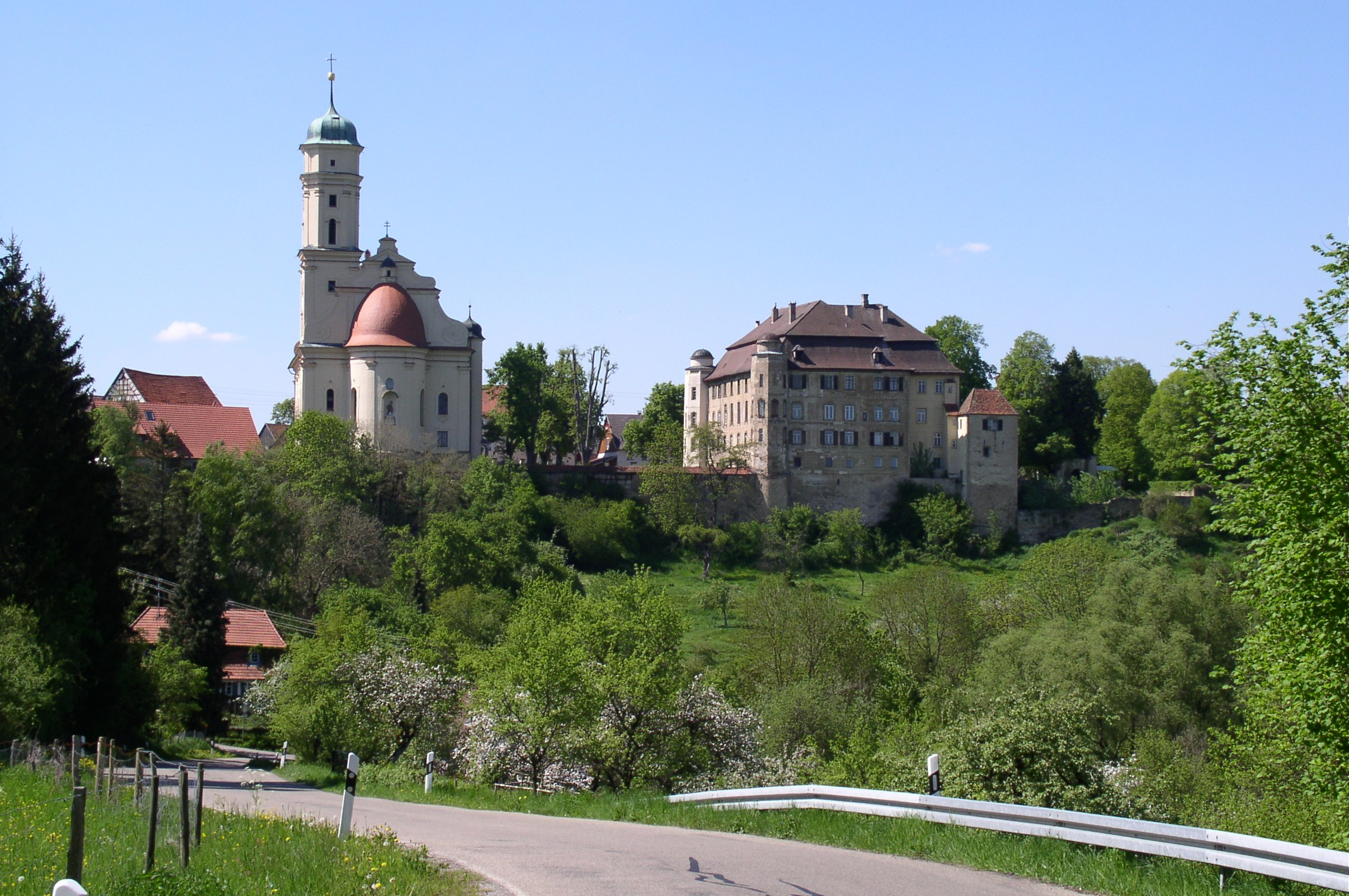
Ansicht auf Schlosskirche (links) und Schloss Hohenstadt (rechts)

Im Hochmittelalter lag die Gemarkung von Hohenstadt im nordöstlichen Randgebiet des Herzogtums Schwaben. Eine erste Erwähnung erfolgte etwa um 1147 als Hummstat. Nach dem Interregnum war Hohenstadt Eigentum der Grafen von Oettingen. Lehensleute der Oettinger am Ort waren von 1361 bis 1366 die Herren von Westerstetten und 1376 bis 1407 die Herren von Wöllwarth. Ab 1408 gehörte Hohenstadt zum Besitz des Schenken Georg von Schenkenstein und seiner Nachkommen. 1530 kam der Ort in den Besitz des Geschlechts der Adelmann von Adelmannsfelden. 1579 erfolgte die Reformation, jedoch 1636 die Rückkehr zur katholischen Konfession. In Folge der Mediatisierung der Reichsritterschaft gelangte Hohenstadt 1806 an das Königreich Württemberg und wurde Bestandteil des Oberamts Aalen, welches 1938 in den Landkreis Aalen überführt wurde.
Am 29. Februar 1972 wurde Hohenstadt zu Abtsgmünd eingemeindet. Im Zuge der Kreisreform wurde Abtsgmünd mit Hohenstadt Teil des Ostalbkreises.

## Wirtschaft und Infrastruktur

### Verkehr
Das Dorf Hohenstadt liegt an der L 1080, der Hauptverkehrsachse der nördlichen Frickenhofer Ebene, die Abtsgmünd im Osten über Hohenstadt, Obergröningen und Eschach und die Nordwestspitze der Hochebene bei Frickenhofen mit Gschwend verbindet. Vom Dorf aus führt die Steige der kurzen K 3327 hinab ins Tal und stößt jenseits einer Kocherbrücke bei Reichertshofen an die wichtigere B 19, die auf dem sehr windungsreichen Talweg längs des oberen Kochers von Aalen im Südosten nach Schwäbisch Hall im Nordnordwesten führt.

## Kultur und Sehenswürdigkeiten

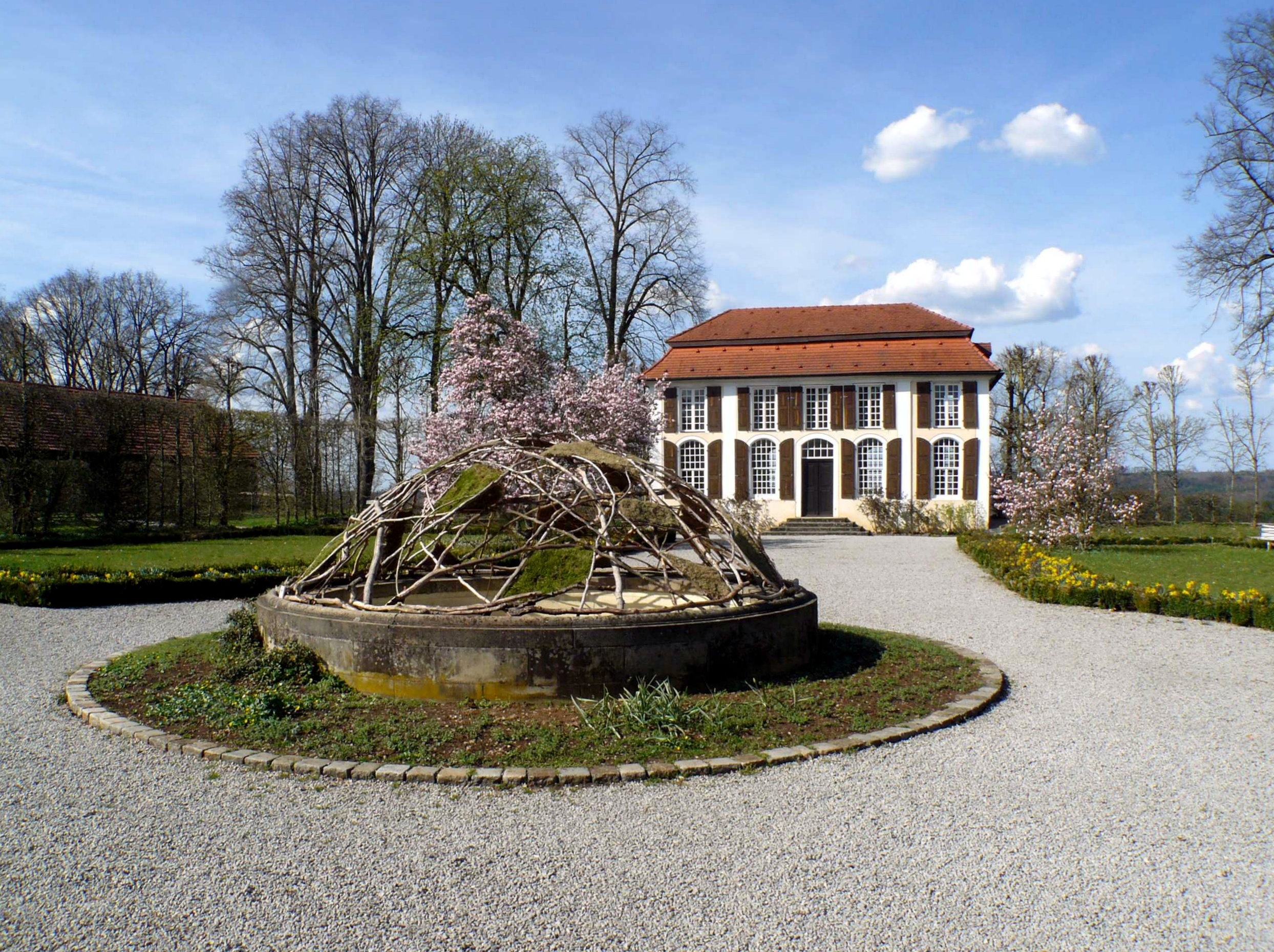
Lusthaus im Heckengarten

Schloss und Schlosskirche Hohenstadt stehen am östlichen Ortsrand nebeneinander an der Jurakante über dem Kochertal. Wenige Schritte schräg über die Straße liegt der Heckengarten des Graf Adelmann’schen Schlosses Hohenstadt, einer der ältesten Gärten dieser Art in Europa.

## Persönlichkeiten

### In Hohenstadt geboren
- Johann Christoph Adelmann von Adelmannsfelden (1640–1687), Propst der Fürstpropstei Ellwangen
- Franz Xaver Adelmann von Adelmannsfelden (1721–1787), Weihbischof von Augsburg
- Joseph Anselm Adelmann von Adelmannsfelden (1728–1805), Ritterhauptmann
- Heinrich Adelmann von Adelmannsfelden (1848–1920), Rittergutsbesitzer, Reichstagsabgeordneter
- Sigmund Maria Graf Adelmann von Adelmannsfelden (1876–1926), Verwaltungsbeamter
- Raban Adelmann von Adelmannsfelden (1877–1935), Diplomat
- Ernst Josef Beyerle (1881–1963), Jurist und CDU-Politiker
- Josef Kälin (1887–1944), Verwaltungsjurist
- Sofie Marie Gräfin Adelmann (1905–1993), CDU-Politikerin

### Mit Hohenstadt verbunden
- Bernhard Kaißer (1834–1918), Lehrer und Autor, von 1864 bis 1874 in Hohenstadt tätig
- Gustav Adelmann von Adelmannsfelden (1858–1938), Kammerherr, starb in Hohenstadt
- Alfred Bast (* 1948), Maler und Künstler, lebt und arbeitet in Hohenstadt